# Aérodrome d'Abengourou
L'aéroport d'Abengourou est un aéroport desservant Abengourou, en Côte d'Ivoire.